# Anisoplia ferruginipes
Anisoplia ferruginipes är en skalbaggsart som beskrevs av Rudolph Petrovitz 1963. Anisoplia ferruginipes ingår i släktet Anisoplia och familjen Rutelidae. Inga underarter finns listade i Catalogue of Life.